# Julus capensis
Julus capensis är en mångfotingart som beskrevs av Brandt 1841. Julus capensis ingår i släktet Julus och familjen kejsardubbelfotingar. Inga underarter finns listade i Catalogue of Life.